# 好世界投資
好世界投資有限公司，簡稱好世界投資（英語：MARVELLOUS INVESTMENT COMPANY LIMITED，港交所除牌時0063.HK），在1973年由當時香港商人楊受成創立。
而曾業務在香港經營房地產及股票投資，而因為受到在1981年，中英前景問題，再加上地產市道不景，好世界投資便已負債達至3.2億港元，於是被香港上海匯豐銀行有限公司接管，也被香港交易所勒令停牌。
之後在1986年2月26日，被1985年成立的，也就是當時澳大利亞財團，AGIFEL PROPERTIES LIMITED（鴻福地產投資有限公司前身，再在1996年10月15日，被榮豐國際有限公司取代上市）進行成功換取在香港交易所上市。
直至2004年1月13日解散為止。

## 連結
- Winfoong.com（页面存档备份，存于）